# Cancankorsett
Cancankorsett är en exklusiv typ av korsett, ofta tillverkad av siden och försedd med spetsdekorationer. Den är vanligtvis axelbandslös och kan bäras synlig, då ofta under en kavaj.